# 維盛 (小惑星)
維盛（これもり、4377 Koremori）は、小惑星帯にある小惑星である。
1987年4月、新島恒男と浦田武が群馬県尾島町（現・太田市）で発見した。

## 名称
平安時代末期の武将で、平清盛の嫡孫である平維盛（1158年 - 1184年）にちなむ。維盛は美貌の貴公子として知られたが、指揮した戦闘では大敗を喫し、平家の没落により悲劇的な最期を遂げた。
浦田は、多くの小惑星に『平家物語』に登場する平安時代末期（保元・平治の乱から源平合戦にかけて）の人物の名を付けている。以下に掲げる源平両陣営の主要な人物10人の名は、維盛の命名と同じ1992年2月の小惑星回報で命名が公表された。
- (3178) 義経
- (3733) 義朝
- (3902) 頼朝
- (4200) 静御前
- (4374) 忠盛
- (4375) 清盛
- (4376) 重盛
- (4377) 維盛
- (4488) 時忠
- (4574) 義仲